# Zairita
La zairita o zaïrita es un mineral de la clase de los minerales fosfatos, y dentro de esta pertenece al llamado “grupo de la plumbogummita”. Fue descubierta en 1975 en la provincia de Kivu del Norte (República Democrática del Congo), siendo nombrada así por Zaire, el antiguo nombre del país donde el primer espécimen fue recolectado. Un sinónimo poco usado es zaireíta y su clave: IMA1975-018.

## Características químicas
Es un fosfato hidroxilado de hierro y bismuto, que cristaliza en el sistema cristalino trigonal. Es el análogo con hierro de la waylandita (BiAl3(PO4)2(OH)6), con aluminio. Además de los elementos de su fórmula, suele llevar como impurezas: calcio, cobre, bario, azufre, silicio y telurio.

## Formación y yacimientos
Es un raro minerales que se forma en la zona expuesta a la intemperie de los yacimientos de cuarzo con wolframio en la mina africana donde se descubrió, en rocas pegmatitas de tipo granito. Suele encontrarse asociado a otros minerales como: bismuto nativo, bismutita, cuarzo o mica.